# Karl Eikenberry

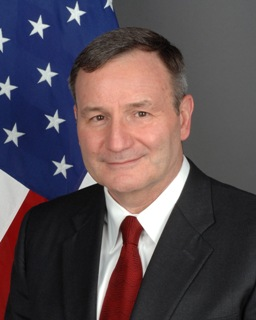
Karl Eikenberry (2010)

Karl Winfrid Eikenberry (* 1951) ist ein US-amerikanischer pensionierter Generalleutnant der United States Army und Diplomat.
Er wurde von US-Präsident Barack Obama als Botschafter der Vereinigten Staaten in Afghanistan vorgeschlagen und am 29. April 2009 vereidigt. Die Ernennung eines ehemaligen Generals für den sensiblen Posten als Botschafter wurde von der New York Times als äußerst ungewöhnlich betrachtet. Er war zweimal als Soldat in Afghanistan eingesetzt gewesen. Im April 2011 gab die amerikanische Regierung bekannt, ihn durch Ryan Crocker als Botschafter in Kabul abzulösen. 
2012 wurde Eikenberry in die American Academy of Arts and Sciences gewählt.